# Ghana International Airlines
Ghana International Airways – ghańskie narodowe linie lotnicze z siedzibą w Akrze. Głównym węzłem jest Port lotniczy Akra.

## Porty docelowe

### Afryka
- Ghana
  - Akra (port lotniczy Akra) węzeł
- Nigeria
  - Lagos (port lotniczy Lagos)
- Południowa Afryka
  - Johannesburg (port lotniczy Johannesburg) sezonowo

### Europa
- Wielka Brytania
  - Londyn (port lotniczy Londyn-Gatwick)